# Азімов (кратер)
Азімов — це метеоритний кратер у квадрангл Noachis на планеті Марс. Він розташований за координатами 47,0° пд. ш. та 355,05° зх. д. Його діаметр становить 80.82 км. Кратер був названий на честь Айзека Азімова (1920—1992), американського біохіміка та письменника.

## Галерея

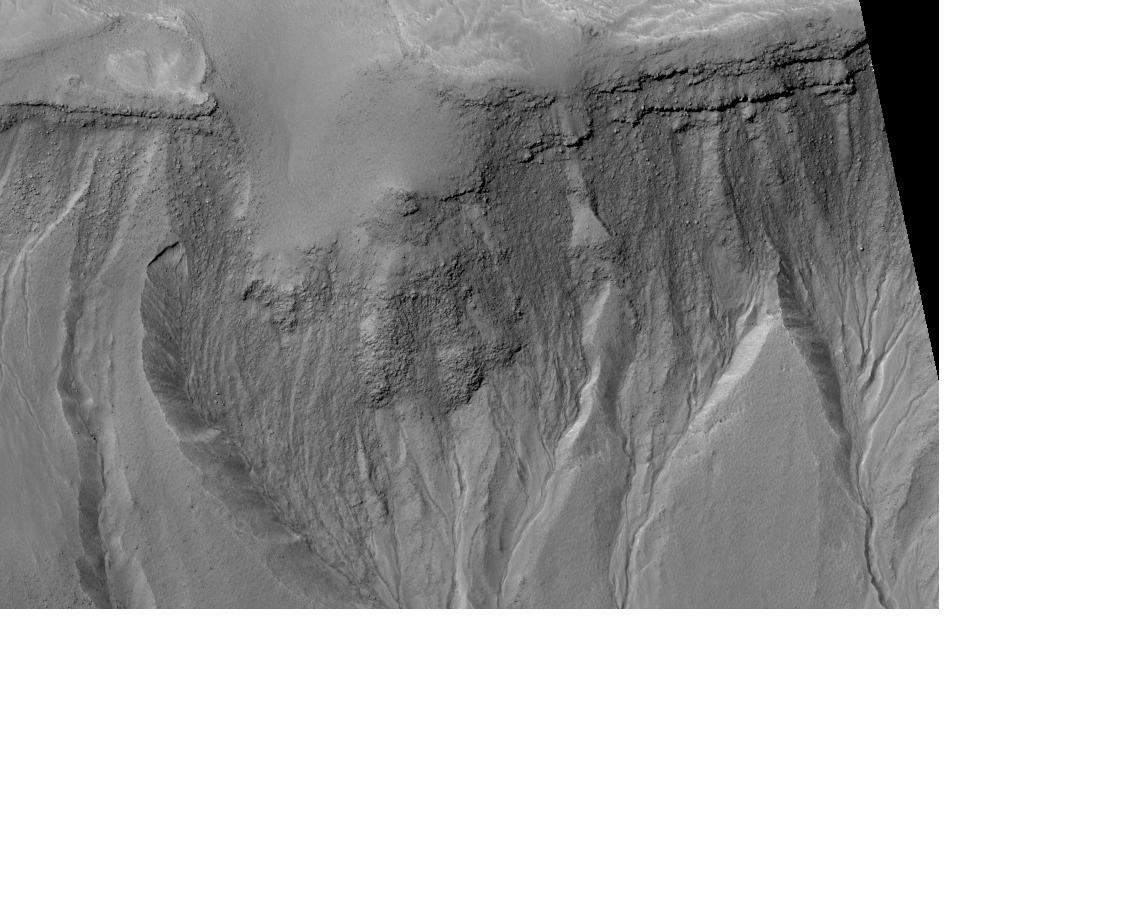
Яри на поверхні насипу всередині кратера Азімов, знімок HiRISE.
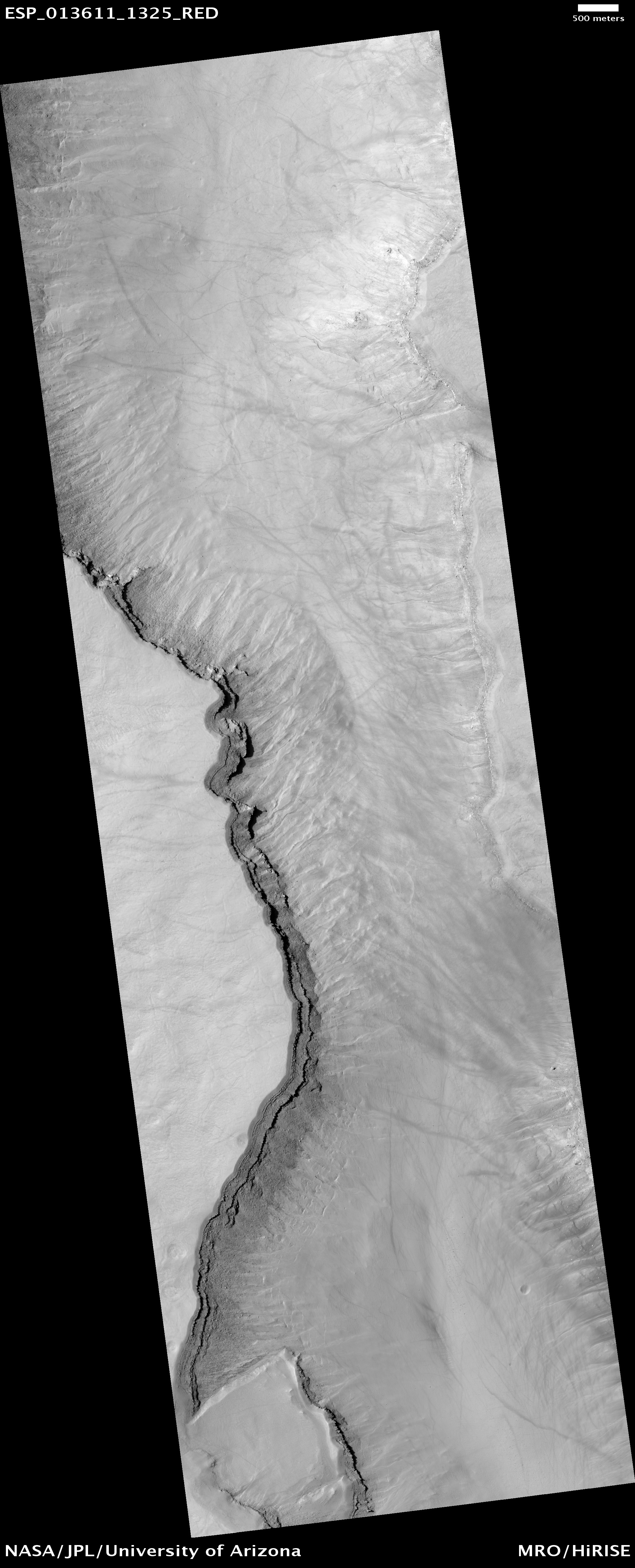
Шари порід, видимі у західному схилі кратера Азімов, знімок HiRISE.
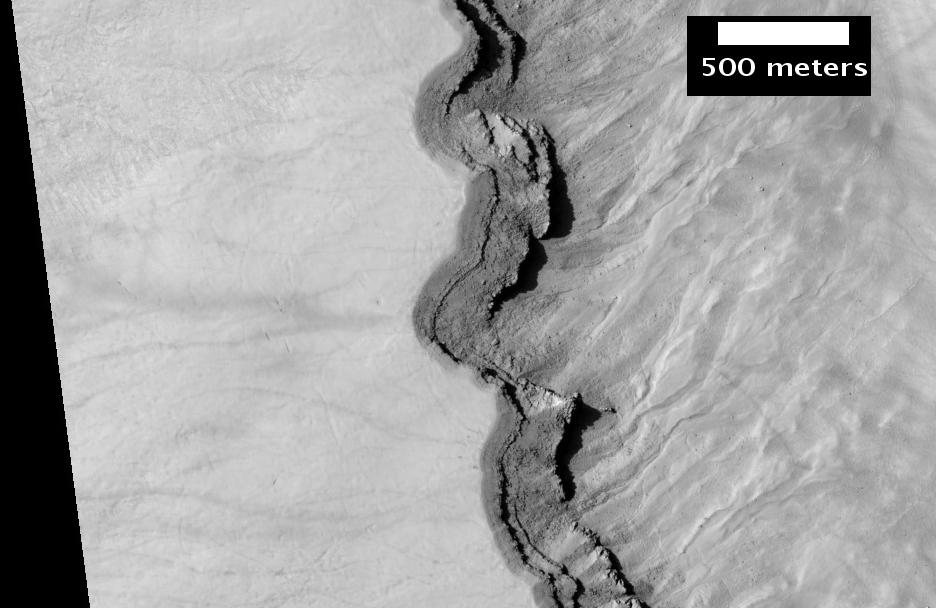
Збільшення шарів у західному схилі кратера Азімов. Тіні позначають шари, що перебувають вище. Деякі шари значно менш піддатливі ерозії, а тому вони виступають. Знімок HiRISE.
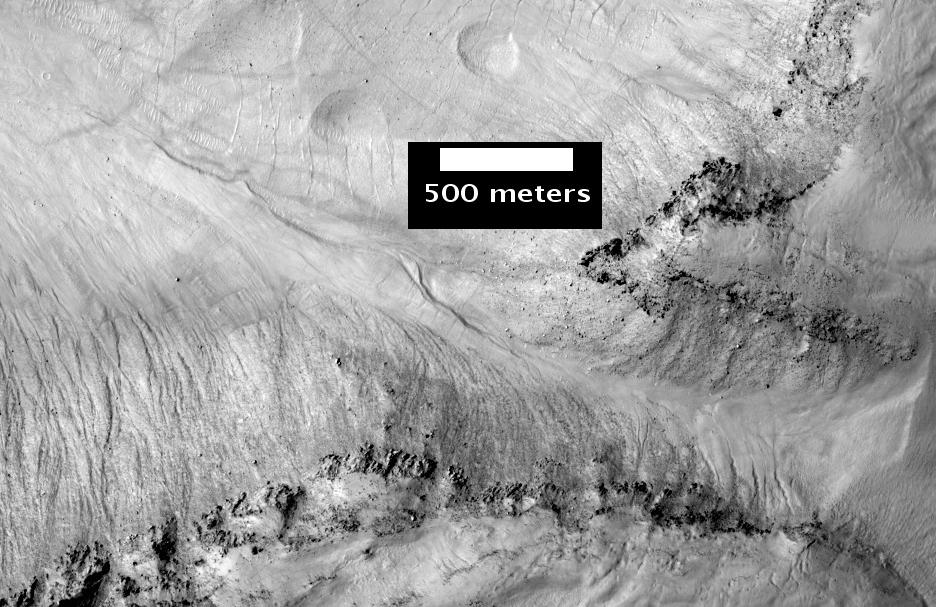
Східний схил центральної ерозійної западини у кратері Азімов, знімок HiRISE. Клацніть по зображенні, аби краще роздивитися деталі ярів.